# Allgemeine Güteanforderungen für Fließgewässer
Allgemeine Güteanforderungen für Fließgewässer (AGA) Entscheidungshilfe für die Wasserbehörden in wasserrechtlichen Erlaubnisverfahren ist ein Runderlass des Ministeriums für Umwelt, Raumordnung und Landwirtschaft des Landes Nordrhein-Westfalen vom 14. Mai 1991. Er löste die Weitergehende Anforderung an Abwassereinleitungen in Fließgewässer von 1984 ab. 
Zweck der Verwaltungsvorschrift ist eine einheitliche Vollzugspraxis der Wasserbehörden in wasserrechtlichen Erlaubnisverfahren nach dem Wasserhaushaltsgesetz (WHG) in Verbindung mit dem Landeswassergesetz. Sie dient zur Präzisierung der Allgemeinen Grundsätze der Gewässerbewirtschaftung in § 6 WHG und enthält beispielsweise Anforderungen an die Qualität von Abwässern: „Hat ein Gewässer die Gewässergüteklasse II noch nicht erreicht und ist durch verschärfte Anforderung an Abwassereinleitungen eine signifikante Verbesserung der Gewässergüte zu erwarten, sind an die Abwassereinleitungen unter Beachtung des Grundsatzes der Verhältnismäßigkeit entsprechende verschärfte Anforderung zu stellen, mit dem Ziel, die Gewässergüteklasse II zu erreichen oder sich ihr soweit wie möglich anzunähern.“